# Рклицкий, Иван Васильевич
Иван Васильевич Рклицкий (1805—1861) — российский врач-хирург, преподаватель и медицинский писатель, профессор хирургии медико-хирургической академии.
Родился в Стародубе в Черниговской губернии, среднее образование получил в местной духовной семинарии, потом прошёл курс в Императорской медико-хирургической академии, куда поступил в 1827 году; с 1831 года состоял адъюнктом при профессоре Х. Х. Саломоне и после получения диплома медико-хирурга в 1832 году и защиты диссертации («De strictura urethrae») получил в 1835 году степень доктора медицины и хирургии, после чего назначен адъюнкт-профессором при кафедре оперативной хирургии и хирургической клиники, а впоследствии и экстраординарным и ординарным профессором. В 1844 году был командирован в черноморские порты для оказания местным хирургам помощи в проведении более важных и трудных операций по новым методикам. В 1847 году посетил все наиболее известные клиники и больницы Европы, в том же году возглавил хирургическую клинику при академии и работал там до конца жизни, одновременно занимая должность старшего врача сначала военно-морского, а впоследствии 2-го военно-сухопутного госпиталя.
Рклицкий пользовался хорошей репутацией и считался талантливым хирургом; он первым в России признал и оценил важность резекций и определил им точное место в хирургии. Наиболее известные труды его авторства: «Оперативная хирургия или описание и анатомо-патологическое объяснение производства операций» (3 издания), «Способ выпиливания костей с помощью Гейнева остеотома» («Протоколы Общ. Русских Врачей», 1840), «Два хирургических наблюдения о выпиливании лучевой и большеберцовой кости посредством остеотома Гейне» (1840), «Уродливое образование мочевого пузыря и смежных частей», «Электрогальванизация в лечении хронических болезней роговой оболочки глаза» (1843), «Перевязка art. iliacea externae, сделанная Р.» (1853), «Случай тяжелой нервной болезни» (1858), «Десмургия или учение о хирургических повязках и машинах» (с 24 таблицами, 1831).